# Río Claro
Río Claro este o comună din provincia Talca, regiunea Maule, Chile, cu o populație de 12.844 locuitori (2012) și o suprafață de 430,5 km2.